# Robert Zatorre
Robert Jorge Zatorre, född 11 januari 1955 i Buenos Aires i Argentina, är en kanadensisk och amerikansk organist och forskare i kognitiv neurovetenskap.
Robert Zatorre växte upp i Argentina. Han utbildade sig först till organist. Han tog 1976 kandidatexamen i musik och psykologi vid Boston University och 1978 magisterexamen i experimentell psykologi vid Brown University i Rhode Island i USA, där han också disputerade 1981 inom samma område med Peter Eimas (1934–2005) som handledare. 
Han hade 1981–1983 en postdoktjänst på McGill University i Montreal i Kanada, där han därefter har arbetet på universitetets Montreal Neurological Institute-Hospital. Han blev omkring 2002 professor i neurovetenskap vid McGill Universitet på Montreal Neurological Institute. Robert Zatorre var 2006 medgrundare av International laboratory for Brain, Music, and Sound research (BRAMS).
Robert Zatorre är gift med psykologiprofessorn vid Concordia University, Virginia Penhune (född 1960).